# Чак і Ларрі: Запальні молодята
Чак і Ларрі: запальні молодята (англ. I Now Pronounce You Chuck and Larry) — кінокомедія виробництва США 2007 року. Режисер Денніс Дуган. У головних ролях Адам Сендлер та Кевін Джеймс. Прем'єра відбулася 20 липня 2007 р. в США.

## Сюжет
Чак і Ларрі — найкращі друзі зі школи, що разом працюють пожежниками і разом відпочивають. Ларрі не може забути свою дружину, що померла три роки тому, він живе разом з двома дітьми, сином Еріком та донькою Торі. Під час роботи на пепелищі Ларрі врятував життя Чакові, й той заприсягнувся зробити будь-що будь-коли для друга. І Ларрі попросив Чака оформити фіктивний шлюб із ним, щоб у разі нещасного випадку забезпечити дітей пенсією.

## У головних ролях
- Адам Сендлер — Чак Левін
- Кевін Джеймс — Ларрі Валентайн
- Джессіка Біл — Алекс МакДонаф
- Ден Екройд — капітан Такер
- Вінг Реймс — Фред Дункан
- Стів Бушемі — Клінт Фітцер
- Ніколас Туртуро — Ренальдо Пінера
- Ален Коверт — Стів
- Рейчел Дретч — Сара Паверс
- Річард Чемберлен — член ради Бенкс
- Нік Свардсон — Кевін МакДонаф
- Блейк Кларк — божевільний безпритульний
- Мері Пет Ґлісон — Тереза
- Мет Вінстон — Ґлен Альдріх
- Чандра Вест — доктор
- Роб Кордрі — Джим

## Український дубляж
Фільм надано компанією UPI, дубльовано AdiozProduction studio на замовлення B&H Film Distribution.
Перекладач і автор синхронного тексту: Олекса Негребецький 

Режисер дубляжу: Георгій Гавриленко 

Асистент режисера дубляжу: Анна Пащенко 

Звукоінженери: Дмитро Мялковський і Роман Богорош 

Ролі дублювали: Ірина Ткаленко, Адам Сендлер/Чак Левін — Володимир Терещук, Людмила Ардельян, Кевін Джеймс/Ларрі Валентайн — Микола Боклан, Ден Ейкройд/Капітан Такер — Анатолій Пашнін, Ліза Зіновенко, Вінґ Реймс — Борис Георгієвський, Мері Пет Ґлісон/Тереза — Ольга Радчук, Владик Чумак, Стів Бушемі/Клінт Фітцер — Анатолій Зіновенко, Мет Вінстон/Ґлен Олдрідж — Олександр Завальський, Ніколас Туртуро/Ренальдо — Дмитро Завадський, Рон — Максим Кондратюк?, Деніел Бент (суддя) — Олександр Ігнатуша, Юрій Коваленко, титри — Андрій Твердак, Нік Свардсон/Кевін МакДона — Андрій Бурлуцький та інші.

## Касові збори
Під час показу в Україні, що розпочався 6 вересня 2007 року, протягом перших вихідних фільм демонстрували на 60 екранах, що дозволило йому зібрати $244,175 і посісти 1 місце в кінопрокаті того тижня. Фільм опустився на другу сходинку українського кінопрокату наступного тижня, хоч і демонструвався на тих же 60 екранах і зібрав за ті вихідні ще $127,691. Загалом фільм у кінопрокаті України пробув 8 тижнів і зібрав $570,923, посівши 30 місце серед найбільш касових фільмів 2007 року.